# 屋井三郎
屋井 三郎（やい さぶろう、1895年〈明治28年〉6月1日 - 1964年〈昭和38年〉9月25日｛失踪宣告｝） は、日本の実業家である。屋井乾電池、屋井乾電池ラヂオ研究所を経営した。1927年（昭和2年）以降は、父親と同じ「屋井 先蔵（やい さきぞう）」を名乗った。

## 経歴
1895年（明治28年）に、屋井先蔵の三男として生まれる。父の先蔵は屋井が生まれた時点で発明家として知られた人物で、自身の発明品である実用的な乾電池を扱う事業を興し、1910年（明治43年）に屋井乾電池（合資会社屋井販売部）を設立した。事業の成功により、屋井乾電池の製造高は年800万円以上に達し、日本における乾電池の市場を制した先蔵は「乾電池王」と呼ばれた。

### 日本自動車競走大会
1922年（大正11年）、米国から帰国した藤本軍次の呼びかけに応じ、屋井は日本自動車競走大会の第1回大会に自らが所有する米国製レーシングカーのマーサーを参戦させた。当時の自動車は数千円する高価なものだったが、屋井はこれを自動車実業家の野澤三喜三から購入した（この車の来歴は「自動車大競走会」を参照）。
この一連の大会は日本において最初の本格的な自動車レースと評価されるものとなり、屋井は自身がドライバーとして参戦することはなかったが、運営に携わり、各大会で審判の一人を務めた。

### 屋井乾電池
1927年（昭和2年）、6月に父の先蔵が死去したことに伴い、屋井販売部（屋井乾電池）の代表となる。同時に、家督を相続し、名を父と同じ「先蔵」に改め、2代目先蔵となる。
以降、屋井乾電池や屋井乾電池ラヂオ研究所の経営を行うが、1945年（昭和20年）の終戦直後までに屋井乾電池は消滅した。

### 失踪宣告
1963年（昭和38年）に親族から失踪に関する届け出が東京家庭裁判所に提出され、期日までに生存を確認できなかったため、翌1964年（昭和39年）9月25日付で失踪宣告を受けた。